# Gaolan
Gaolan är ett härad inom Lanzhous stad på prefekturnivå i provinsen Gansu i nordvästra Kina.
Gaolan är indelat i sex köpingar (zhen).
- Heishi (黑石镇)
- Jiuhe (九合镇)
- Shichuan (什川镇)
- Shidong (石洞镇)
- Shuifu (水阜镇)
- Zhonghe (忠和镇)